# Simonestus
Genre
Simonestus est un genre d'araignées aranéomorphes de la famille des Corinnidae.

## Distribution
Les espèces de ce genre se rencontrent en Amérique centrale et en Amérique du Sud.

## Liste des espèces
Selon World Spider Catalog (version 17.5, 13/10/2016) :
- Simonestus occidentalis (Schenkel, 1953)
- Simonestus pseudobulbulus (Caporiacco, 1938)
- Simonestus robustus (Chickering, 1937)
- Simonestus semiluna (F. O. Pickard-Cambridge, 1899)
- Simonestus separatus (Schmidt, 1971)
- Simonestus validus (Simon, 1898)

## Publication originale
- Bonaldo, 2000 : Taxonomia da subfamília Corinninae (Araneae, Corinnidae) nas regiões Neotropica e Neárctica. Iheringia (Zoologia), vol. 89, p. 3-148 (texte intégral).